# Noordelijke Marianen
De Noordelijke Marianen (Engels: Northern Mariana Islands), officieel het Gemenebest van de Noordelijke Marianen (Engels: Commonwealth of the Northern Mariana Islands), zijn een Oceanische eilandengroep, onderdeel van de regio Micronesië. De Noordelijke Marianen, bestaande uit 14 eilanden, bevinden zich in de Grote Oceaan ten noorden van het eiland Guam en ten zuiden van de Japanse Bonin- en Vulkaan-eilanden. De Noordelijke Marianen vormen het centrale en noordelijke deel van de Marianen; het zuidelijkste eiland is Guam, dat een apart territorium is. 

## Geschiedenis
De eilanden waren eerst een onderdeel van Spanje, maar Spanje moest in 1898 na de Spaans-Amerikaanse Oorlog het eiland Guam afstaan aan de Verenigde Staten (zie: Verdrag van Parijs). In 1899 verkocht Spanje de overige, meer noordelijk gelegen, Marianeneilanden aan het Duitse Rijk in het Duits-Spaans Verdrag van 12 februari 1899. De eilanden werden bestuurd vanuit de kolonie Duits Nieuw-Guinea.
De Duitsers hadden vooral vanwege de kopra (gedroogd vruchtvlees van een kokosnoot) belangstelling voor de eilanden. In de Eerste Wereldoorlog werden de eilanden gebruikt als een bevoorradingsbasis voor marineschepen totdat Japan de eilandengroep veroverde. Na de Eerste Wereldoorlog kwam de eilandengroep als Volkenbondmandaat onder Japans bestuur (het Zuid-Pacifisch Mandaatgebied). Op 15 juni 1944 viel het Amerikaanse leger Saipan aan en begon een strijd die drie weken zou duren. Na de Tweede Wereldoorlog werden de eilanden onderdeel van het Trustschap van de Pacifische Eilanden; sinds 1978 zijn zij een overzees gebiedsdeel van de Verenigde Staten.

## Geografie
De Noordelijke Marianen zijn het noordelijkste deel van de regio die aangeduid wordt met de term Micronesië. De totale landoppervlakte van de eilanden bedraagt 457 km². De eilanden liggen op de toppen van veertien vulkanische bergen die oprijzen van de bodem van de Grote Oceaan, deze bergen zijn het zuidelijke deel van een onderzeese bergketen die een lengte heeft van ongeveer 2159 kilometer. De keten loopt ongeveer vanaf Guam naar Japan.

### Eilanden
De eilanden van de Noordelijke Marianen (alfabetisch):
- Agrihan
- Aguijan
- Alamagan
- Anatahan
- Asuncion-eiland
- Farallon de Medinilla
- Farallon de Pajaros
- Guguan
- Maug-eilanden
- Pagan
- Saipan
- Sarigan
- Rota
- Tinian

## Infrastructuur
De eilanden Saipan en Tinian hebben de belangrijkste havens.

## Bestuurlijke indeling
Het gemenebest is verdeeld in vier gemeenten (municipalities). Dit zijn de Northern Islands Municipality, onbewoond door evacuatie, en in de zuidelijke eilanden de gemeenten Saipan, Tinian en Rota.

## Politiek
De eilandengroep vormt een afzonderlijk, niet-onafhankelijk territorium als eilandgebied van de Verenigde Staten, ook wel VS-gemenebest genoemd.

## Fauna
Op de eilanden komt een aantal endemische vogelsoorten voor zoals het marianenboshoen (Megapodius laperouse), de marianenpatrijsduif (Gallicolumba xanthonura), marianenjufferduif (Ptilinopus roseicapilla), marianensalangaan (Aerodramus bartschi), vuurdwerghoningeter (Myzomela rubratra), marianenkraai (Corvus kubaryi) en de rotabrilvogel (Zosterops rotensis).		
- Gemeinsame Normdatei: 4249308-0
- KulturNav: 311f9563-8882-4091-a8ec-8a44892d8de6
- Library of Congress Control Number: n78015606
- MusicBrainz: 9a84fea2-1c1f-3908-a44a-6fa2b6fa7b26
- National Archives and Records Administration: 10044459
- Nationale Bibliotheek van Tsjechië: ge139344
- Nationale Bibliotheek van Israël: 987007561974105171
- Virtual International Authority File: 243533643
- WorldCat: E39PBJtmmRP8JDhGrvqBMYXGHC